# Phil Foden
Philip 'Phil' Walter Foden (Stockport, 28 mei 2000) is een Engels voetballer die doorgaans als aanvaller uitkomt. Hij stroomde in 2017 door vanuit de jeugd van Manchester City. Foden debuteerde in 2020 in het Engels voetbalelftal, waarmee hij de finale van het EK 2020 bereikte.

## Clubcarrière

### 2017–2019: Begin carrière
Foden werd op zijn achtste opgenomen in de jeugdopleiding van Manchester City. Hiervoor zat hij op 6 december 2016 voor het eerst op de bank, bij het Champions League-thuisduel tegen Celtic FC. Hij kwam niet van de reservebank af bij het 1–1 gelijkspel. In de voorbereiding op het seizoen 2017/18 maakte Foden indruk in de International Champions Cup, waarna Pep Guardiola hem op 21 november 2017 liet debuteren in het eerste elftal, tijdens een met 1–0 gewonnen Champions League-wedstrijd, thuis tegen Feyenoord. Door een kwartier voor tijd Yaya Touré te vervangen, werd hij de jongste speler die ooit namens Manchester City speelde in een Europese competitie. Twee weken later, tegen Sjachtar Donetsk in dezelfde competitie, kreeg Foden zijn eerste basisplaats. Daarmee verbrak hij op een leeftijd van 17 jaar en 192 dagen het record van Josh McEachran als jongste Engelsman die startte in een UEFA Champions League-wedstrijd en werd hij de eerste speler geboren in de jaren 00 die startte in een Champions League-duel. Fodens debuut in de Premier League volgde op 16 december 2017. Hij viel toen in de 83ste minuut in voor İlkay Gündoğan tijdens een met 4–1 gewonnen thuiswedstrijd tegen Tottenham Hotspur. Tijdens de met 3–0 gewonnen finale van de League Cup tegen Arsenal FC op 25 februari 2018 kwam Foden vlak voor tijd binnen de lijnen voor Sergio Agüero. In de terugwedstrijd van het met 5–2 gewonnen tweeluik tegen FC Basel op 7 maart 2018 werd hij de jongste Engelsman die in de basis startte bij een knock-outwedstrijd in de Champions League. Met een leeftijd van 17 jaar en 283 dagen nam hij het record over van Kieran Richardson. Manchester City werd in 2018 landskampioen met een recordaantal van honderd punten. Foden had gedurende dat competitieseizoen vijf invalbeurten en werd zo op een leeftijd van 17 jaar en 350 dagen de jongste Premier League-winnaar ooit, erkend door Guiness World Records.

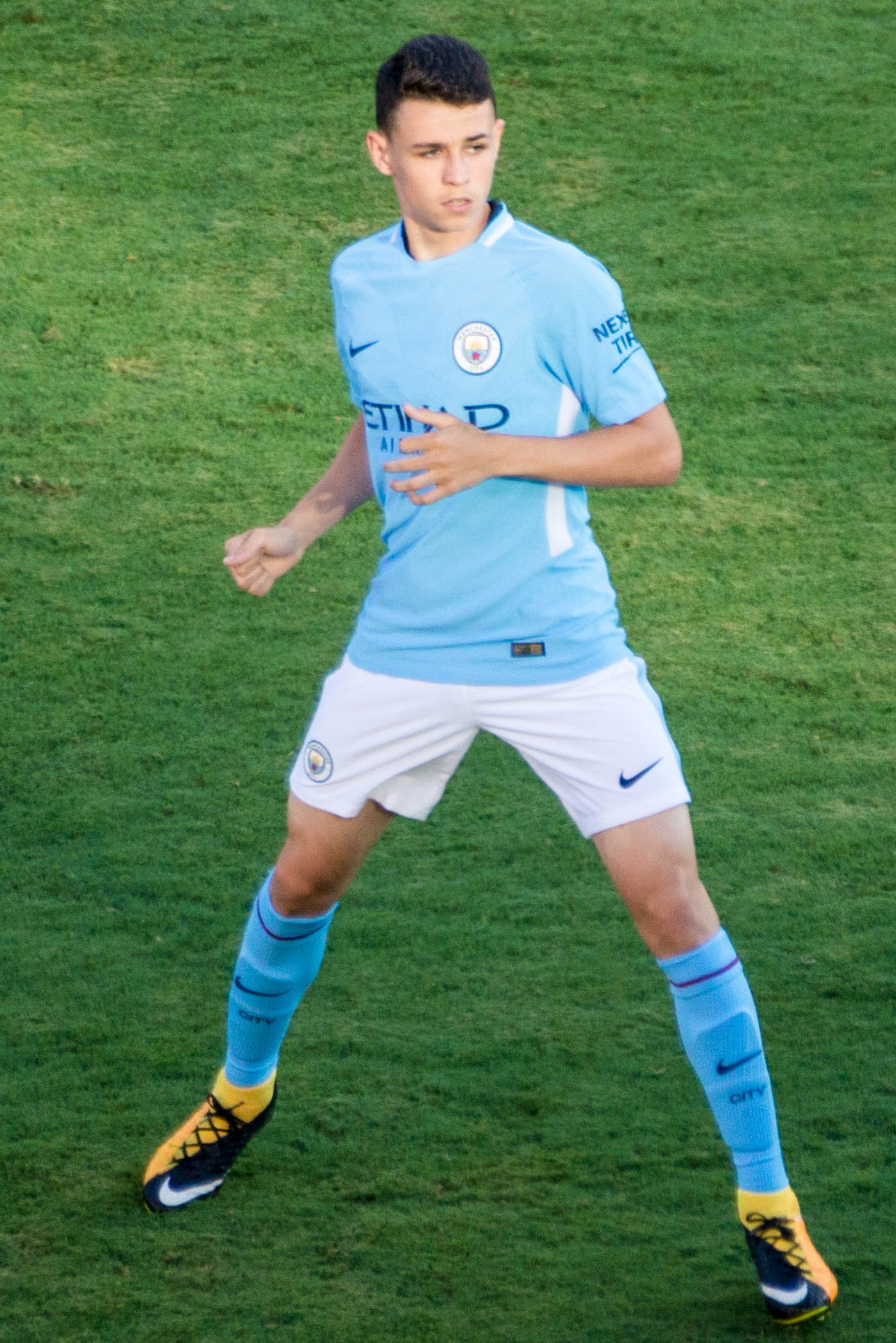
Foden namens Manchester City in juli 2017

Op 5 augustus 2018 startte Foden in het basiselftal tegen Chelsea FC in de met 0–2 gewonnen strijd om de Community Shield. Hij gaf de assist bij de openingstreffer van Agüero. Op 25 september 2018 was Foden voor het eerst zelf trefzeker, in het uitduel tegen Oxford United in de zestiende finale van de League Cup. In december 2018 werd zijn contract bij Manchester City met vier jaar verlengd, tot medio 2024. Op 6 januari 2019 scoorde Foden in het FA Cup-duel tegen Rotherham United (7–0) voor het eerst in het Etihad Stadium. Op 12 maart 2019 was hij verantwoordelijk voor het zesde doelpunt bij een 7–0 zege op Schalke 04 in de achtste finales van de Champions League. Foden werd daarmee op een leeftijd van 18 jaar en 288 dagen zowel de jongste doelpuntenmaker namens Manchester City in de Champions League als de jongste Engelse doelpuntenmaker in de knock-outfase van het miljardenbal. Op 3 april 2019 kreeg Foden tegen Cardiff City zijn eerste basisplaats in de Premier League. Nadat Manchester City die wedstrijd met 2–0 won, noemde Guardiola Foden een "exceptionele speler". Daarbij vertelde de trainer van Manchester City dat Foden in het daaropvolgende seizoen meer speelminuten zou krijgen en in het daaropvolgende decennium belangrijk zou worden. Fodens eerste doelpunt in de Premier League maakte hij op 20 april 2019, in een thuiswedstrijd tegen Tottenham Hotspur. Na vijf minuten maakte hij het enige doelpunt van de wedstrijd. Op een leeftijd van 18 jaar en 327 dagen werd hij daarmee de eerste speler geboren in de jaren 00 en de op twee na jongste speler ooit die namens Manchester City scoorde in de Premier League. Aan het eind van het seizoen kroonde Manchester City zich opnieuw tot landskampioen. Ook won Manchester City de finales van de FA Cup (6–0 tegen Watford FC) en de League Cup (na strafschoppen tegen Chelsea), maar daarin kwam Foden niet in actie. 

### 2019–2021: Groei tot basisspeler
Aan het begin van het seizoen 2019/20 won Manchester City na een strafschoppenreeks de strijd om de Community Shield tegen Liverpool FC. Foden kwam vlak voor tijd binnen de lijnen als de vervanger van Kevin De Bruyne en scoorde in de strafschoppenserie. Op 1 maart 2020 won Manchester City de finale van de League Cup met 1–2 van Aston Villa. Foden speelde de volledige wedstrijd, leverde de assist bij de openingstreffer van Agüero en werd na afloop van de finale benoemd tot de man van de wedstrijd. Vanaf maart lag het seizoen enkele maanden stil in verband met de coronacrisis. Na de hervatting kreeg Foden meer speeltijd en scoorde hij vijfmaal. In de Champions League werd Manchester City in de kwartfinales uitgeschakeld door Olympique Lyonnais, in de FA Cup vond de club zijn waterloo in de halve finales tegen Arsenal FC. Medio 2020 sloot Fodens teamgenoot op het middenveld David Silva zijn tienjarige periode bij Manchester City af. Foden werd gezien als zijn vervanger.
Zo startte Foden in de eerste vier competitiewedstrijden van het seizoen 2020/21, maar vervolgens belandde hij een aantal keer op de reservebank, terwijl hij in de Champions League wel basisplaatsen kreeg. Guardiola verklaarde dat hij Foden meer als aanvaller zag. Foden werd op 7 februari 2021 de jongste speler ooit die scoorde en een assist leverde in een Premier League-wedstrijd op Anfield. In het competitieseizoen 2020/21 kroonde Manchester City zich voor een zevende keer tot landskampioen, waarbij Foden negen keer scoorde en zeventien basisplaatsen kreeg. Ook startte Foden in de met 1–0 gewonnen League Cup-finale tegen Tottenham Hotspur op 25 april 2021. In de kwartfinales van de Champions League tegen Borussia Dortmund op 6 en 14 april 2021 werd hij de vijfde Engelse speler die in zowel de heen- als de terugwedstrijd van een Champions League-kwartfinale wist te scoren, na Peter Crouch, Raheem Sterling, Wayne Rooney en Frank Lampard en de op Kylian Mbappé na jongste speler die dat deed. Ook werd hij daarmee de eerste Engelsman die voorafgaand aan zijn 21ste verjaardag minstens zes Champions League-doelpunten wist te maken. Door in de halve finales Paris Saint-Germain te verslaan, bereikte Manchester City voor het eerst een Champions League-finale. In de finale op 29 mei 2021 werd de club echter met 0–1 verslagen door Chelsea FC. Foden speelde de volledige wedstrijd. Na afloop van het seizoen werd hij door de UEFA opgenomen in de 23-koppige UEFA Champions League Squad of the Season. In de Premier League werd hij benoemd tot de beste speler onder 23 van het seizoen en door de PFA als beste speler onder 21 van het seizoen.

### 2021–heden: Sleutelspeler
Op 7 augustus 2021 verloor Manchester City de strijd om de Community Shield met 1–0 van Leicester City. Foden zat niet in de wedstrijdselectie voor de wedstrijd en de eerste competitiewedstrijden van het seizoen wegens een voetblessure. Gedurende het seizoen 2021/22 kreeg Foden voornamelijk basisplaatsen. Op 26 april 2022 scoorde hij in de halve finales van de Champions League tegen Real Madrid.

## Clubstatistieken
| Seizoen | Club            | Competitie     | Competitie | Competitie | Competitie | Beker | Beker | Beker | Europa | Europa | Europa | Overig | Overig | Overig | Totaal | Totaal | Totaal |
| Seizoen | Club            | Competitie     | Wed.       | Dlp.       | Ass.       | Wed.  | Dlp.  | Ass.  | Wed.   | Dlp.   | Ass.   | Wed.   | Dlp.   | Ass.   | Wed.   | Dlp.   | Ass.   |
| ------- | --------------- | -------------- | ---------- | ---------- | ---------- | ----- | ----- | ----- | ------ | ------ | ------ | ------ | ------ | ------ | ------ | ------ | ------ |
| 2017/18 | Manchester City | Premier League | 5          | 0          | 1          | 2     | 0     | 0     | 3      | 0      | 0      | —      | —      | —      | 10     | 0      | 1      |
| 2018/19 | Manchester City | Premier League | 13         | 1          | 0          | 8     | 5     | 1     | 4      | 1      | 0      | 1      | 0      | 1      | 26     | 7      | 2      |
| 2019/20 | Manchester City | Premier League | 23         | 5          | 2          | 9     | 1     | 5     | 5      | 2      | 2      | 1      | 0      | 0      | 38     | 8      | 9      |
| 2020/21 | Manchester City | Premier League | 28         | 9          | 5          | 9     | 4     | 2     | 13     | 3      | 3      | —      | —      | —      | 50     | 16     | 10     |
| 2021/22 | Manchester City | Premier League | 24         | 8          | 3          | 6     | 2     | 4     | 10     | 3      | 2      | 0      | 0      | 0      | 40     | 13     | 9      |
| Totaal  | Totaal          | Totaal         | 93         | 23         | 11         | 34    | 12    | 12    | 35     | 9      | 7      | 2      | 0      | 1      | 164    | 44     | 31     |

Bijgewerkt op 29 april 2022.

## Interlandcarrière

### Jeugd
Foden maakte deel uit van verschillende Engelse nationale jeugdselecties. Hij nam met Engeland –17 deel aan zowel het EK –17 als het WK –17 van 2017. Hij bracht zijn ploeg in de EK-finale met 1–2 voor tegen Spanje –17, maar de Spanjaarden maakten nog gelijk en wonnen vervolgens de beslissende strafschoppenreeks. Foden en zijn ploeggenoten namen vijf maanden later revanche op datzelfde Spanje –17 door dat in de WK-finale met 5–2 te verslaan. Foden maakte zelf zowel de 3–2 als de 5–2. Na afloop werd hij uitgeroepen tot de beste speler van het toernooi. Foden was twee jaar later met Engeland –21 actief op het EK –21 van 2019. Hij scoorde in het groepsduel tegen Frankrijk –21, maar Engeland werd in de groepsfase uitgeschakeld na twee nederlagen en een gelijkspel.

### Engels voetbalelftal
Soms heb je zo'n speler in je generatie. Ik was er misschien eentje, Steven Gerrard was er twintig jaar geleden eentje en toen kwam Wayne Rooney. Foden kan een andere zijn. Je ziet hem spelen en denkt direct: dit is speciaal. Ik ben enorm benieuwd naar de komende twee of drie jaar, want die jaren gaan hem vormen.
Op 25 augustus 2020 werd Foden door Gareth Southgate voor het eerst opgeroepen voor het Engels voetbalelftal, voor de Nations League-duels tegen IJsland en Denemarken. Op 5 september 2020 debuteerde hij voor het eerste nationale elftal in de uitwedstrijd tegen IJsland. In de 68ste minuut werd hij vervangen door Danny Ings, Raheem Sterling verzorgde in de blessuretijd de enige treffer van de wedstrijd. Na afloop van de wedstrijd tegen IJsland kregen Foden en Mason Greenwood tegen de coronamaatregelen van IJsland en de gedragsregels van de FA in vrouwelijk bezoek in het spelershotel, waarop Southgate besloot beide spelers niet mee te laten reizen richting het Nations League-duel tegen Denemarken. Ook Fodens club Manchester City veroordeelde het gedrag. Foden maakte excuses voor zijn gedrag, maar werd niet geselecteerd voor de daaropvolgende interlandperiode in oktober 2020. In de interlandperiode in november 2020 was Foden er wel weer bij en op 18 november 2020 zorgde hij voor zijn eerste assist en twee doelpunten namens Engeland, bij een 4–0 zege op IJsland in het Wembley Stadium in de Nations League.
Op 1 juni 2021 werd duidelijk dat Foden door Southgate opgenomen werd in de Engelse selectie voor het EK 2020. Gedurende het toernooi had Foden blond haar als verwijzing naar Paul Gascoigne, die namens Engeland presteerde op het EK 1996. Foden startte in de eerste twee groepswedstrijden, tegen Kroatië (1–0) en Schotland (0–0), maar kwam niet in actie in het laatste groepsduel tegen Tsjechië, de achtste finale tegen Duitsland en de kwartfinale tegen Oekraïne. In de verlenging van de halve finale tegen Denemarken kwam hij binnen de lijnen voor Mason Mount. In deze verlenging schoot Harry Kane Engeland naar de finale. Wegens een lichte voetblessure was het onduidelijk of Foden in actie kon komen in de finale tegen Italië. Foden zat uiteindelijk niet in de wedstrijdselectie in de na een strafschoppenreeks verloren finale. Hij werd op 6 juni 2024 door Southgate opgenomen in de Engelse selectie voor het EK 2024 in Duitsland. Engeland bereikte de finale, die het met 2–1 verloor van Spanje. Foden kreeg op het toernooi in iedere wedstrijd een basisplek.
| Interlands van Phil Foden voor Engeland | Interlands van Phil Foden voor Engeland | Interlands van Phil Foden voor Engeland | Interlands van Phil Foden voor Engeland | Interlands van Phil Foden voor Engeland | Interlands van Phil Foden voor Engeland | Interlands van Phil Foden voor Engeland |
| --------------------------------------- | --------------------------------------- | --------------------------------------- | --------------------------------------- | --------------------------------------- | --------------------------------------- | --------------------------------------- |
| Bijgewerkt op 19 april 2022.            |                                         |                                         |                                         |                                         |                                         |                                         |
| №                                       | Datum                                   | Wedstrijd                               | Uitslag                                 | Competitie                              | Goals                                   | Assists                                 |
| 15                                      | Als speler bij Manchester City          | Als speler bij Manchester City          | Als speler bij Manchester City          | Als speler bij Manchester City          | 2                                       | 6                                       |
| 1.                                      | 5 september 2020                        | IJsland – Engeland                      | 0 – 1                                   | Nations League 2020/21                  |                                         |                                         |
| 2.                                      | 12 november 2020                        | Engeland – Ierland                      | 3 – 0                                   | Vriendschappelijk                       |                                         |                                         |
| 3.                                      | 18 november 2020                        | Engeland – IJsland                      | 4 – 0                                   | Nations League 2020/21                  | 80' 84'                                 | Assist                                  |
| 4.                                      | 25 maart 2021                           | Engeland – San Marino                   | 5 – 0                                   | Kwalificatie WK 2022                    |                                         | Assist                                  |
| 5.                                      | 28 maart 2021                           | Albanië – Engeland                      | 0 – 2                                   | Kwalificatie WK 2022                    |                                         |                                         |
| 6.                                      | 31 maart 2021                           | Engeland – Polen                        | 2 – 1                                   | Kwalificatie WK 2022                    |                                         |                                         |
| 7.                                      | 13 juni 2021                            | Engeland – Kroatië                      | 1 – 0                                   | EK 2020                                 |                                         |                                         |
| 8.                                      | 18 juni 2021                            | Engeland – Schotland                    | 0 – 0                                   | EK 2020                                 |                                         |                                         |
| 9.                                      | 7 juli 2021                             | Engeland – Denemarken                   | 2 – 1 (n.v.)                            | EK 2020                                 |                                         |                                         |
| 10.                                     | 9 oktober 2021                          | Andorra – Engeland                      | 0 – 5                                   | Kwalificatie WK 2022                    | Assist                                  |                                         |
| 11.                                     | 12 oktober 2021                         | Engeland – Hongarije                    | 1 – 1                                   | Kwalificatie WK 2022                    |                                         |                                         |
| 12.                                     | 12 november 2021                        | Engeland – Albanië                      | 5 – 0                                   | Kwalificatie WK 2022                    | Assist                                  |                                         |
| 13                                      | 15 november 2021                        | San Marino – Engeland                   | 0 – 10                                  | Kwalificatie WK 2022                    | Assist                                  |                                         |
| 14.                                     | 26 maart 2022                           | Engeland – Zwitserland                  | 2 – 1                                   | Vriendschappelijk                       |                                         |                                         |
| 15.                                     | 29 maart 2022                           | Engeland – Ivoorkust                    | 3 – 0                                   | Vriendschappelijk                       | Assist                                  |                                         |
| 15                                      | Totaal                                  | Totaal                                  | Totaal                                  | Totaal                                  | 2                                       | 6                                       |

## Erelijst
| Competitie            | Aantal          | Jaren                                                |
| Manchester City       | Manchester City | Manchester City                                      |
| --------------------- | --------------- | ---------------------------------------------------- |
| UEFA Champions League | 1×              | 2022/23                                              |
| UEFA Super Cup        | 1×              | 2023                                                 |
| FIFA Club World Cup   | 1×              | 2023                                                 |
| Premier League        | 6×              | 2017/18, 2018/19, 2020/21, 2021/22, 2022/23, 2023/24 |
| FA Cup                | 2×              | 2018/19, 2022/23                                     |
| EFL Cup               | 4×              | 2017/18, 2018/19, 2019/20, 2020/21                   |
| FA Community Shield   | 2×              | 2018, 2019                                           |
| Engeland –17          |                 |                                                      |
| FIFA WK onder 17      | 1×              | 2017                                                 |

## Persoonlijk leven
Foden heeft drie kinderen samen met zijn vriendin, Rebecca Cooke. Hij werd vader van een zoon in 2019, van een dochter in 2021 en van een ander kind in 2024 tijdens UEFA Euro 2024.
Foden is een enthousiaste visser en ziet het als een van zijn favoriete hobby's buiten het voetbal.